# Jack Webb
John Randolph Webb (Santa Monica, 2 de abril de 1920 – Los Angeles, 23 de dezembro de 1982) foi um ator, produtor de televisão, diretor e roteirista americano, mais famoso por seu papel como Joe Friday na franquia Dragnet, que ele criou. Ele também foi o fundador de sua própria produtora, Mark VII Limited. Webb começou sua carreira na década de 1940 como uma personalidade do rádio, estrelando vários programas de rádio e dramas antes de passar a atuar na década de 1950, criando adaptações televisivas de Dragnet para a NBC. Ao longo da década de 1960, Webb trabalhou tanto na atuação quanto na produção de televisão, criando Adam-12 em 1968 e, em 1970, Webb se aposentou da atuação para se concentrar na produção em 1972.
O estilo de produção de Webb visava níveis significativos de detalhes e precisão. Muitos de seus trabalhos se concentraram na aplicação da lei e serviços de emergência na área de Los Angeles, principalmente o Departamento de Polícia de Los Angeles (LAPD), que apoiou diretamente a produção de Dragnet e Adam-12. Um conservador ferrenho, Webb costumava usar suas obras para expressar suas opiniões sobre questões políticas e sociais, evidentes nos discursos que ele incorporava aos roteiros de Dragnet.

## Vida pregressa
Webb nasceu em Santa Monica, Califórnia, em 2 de abril de 1920, filho de Samuel Chester Webb e Margaret  Webb. Seu pai saiu de casa antes de Webb nascer, e Webb nunca o conheceu. 
No final dos anos 1920 e início dos anos 1930, Webb morou na paróquia da Igreja Nossa Senhora de Loretto e frequentou a Escola Primária Nossa Senhora de Loretto em Echo Park, onde atuou como coroinha.
Durante a Segunda Guerra Mundial, Webb se alistou no Corpo Aéreo do Exército dos Estados Unidos, mas "desapareceu" do treinamento de voo.  Mais tarde, ele recebeu uma dispensa por dificuldades porque era o principal suporte financeiro para sua mãe e avó.

## Carreira

### Atuando
Após sua dispensa, ele se mudou para São Francisco, onde a escassez de locutores durante a guerra o levou a uma nomeação temporária para seu próprio programa de rádio na KGO Radio da ABC. The Jack Webb Show foi uma comédia de meia hora que teve uma exibição limitada na rádio ABC em 1946. Antes disso, ele tinha um programa individual, One Out of Seven, na KGO, no qual dramatizava uma notícia da semana anterior.
Em 1949, ele abandonou a comédia pelo drama e estrelou Pat Novak, for Hire, um programa de rádio originário da KFRC sobre um homem que trabalhava como detetive particular sem licença. O programa co-estrelou Raymond Burr. Pat Novak foi notável por escrever que imitava o estilo hard-boiled de escritores como Raymond Chandler, com versos como: "Ela entrou na sala como 98 libras de fumaça quente. Sua voz era quente e pegajosa, como uma fornalha cheia de marshmallows." No início de 1949, Webb atuou como o principal antagonista do personagem protagonista de Alan Ladd, Dan Holliday, no episódio "The Better Man" da série de rádio "Box 13".
Em 1950, Webb apareceu em três filmes que se tornariam clássicos cult. Em Sunset Boulevard, ele é o noivo do interesse amoroso de William Holden, Nancy Olson (sua atuação é muito animada e jovial, ao contrário de seu estilo impassível posterior). Ele interpretou um veterano de guerra no primeiro longa de Marlon Brando, The Men. E no filme noir Dark City, ele co-estrelou com Harry Morgan, seu futuro parceiro na segunda série Dragnet.
Webb foi abordado para fazer o papel de Vernon Wormer, reitor do Faber College, em National Lampoon's Animal House , mas ele recusou, dizendo que "o filme não fazia nenhum sentido"; John Vernon acabou desempenhando o papel.

### Dragnete estrelato
Webb teve um papel de destaque como técnico de laboratório criminal no filme de 1948, He Walked by Night, baseado no assassinato na vida real de um patrulheiro rodoviário da Califórnia por Erwin Walker. A recontagem ficcional velada de He Walked By Night da onda de crimes de Walker em 1946 deu a Webb a ideia de Dragnet: uma série recorrente baseada em casos reais de arquivos da polícia de LAPD, apresentando representações autênticas do detetive policial moderno, incluindo métodos, maneirismos e linguagem técnica.
Webb interpretou o sargento. Joe Friday e Barton Yarborough co-estrelaram como sargento. Bem Romero. Após a morte de Yarborough, Ben Alexander se juntou ao elenco.

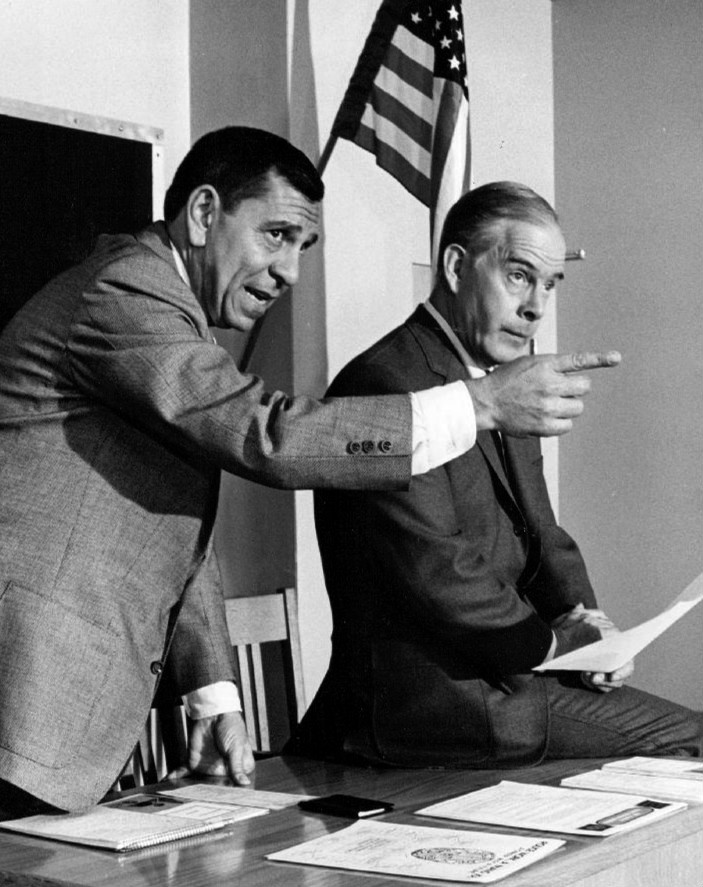
Webb com Harry Morgan em 1968

Webb era um defensor da atenção aos detalhes. Ele acreditava que os espectadores queriam "realismo" e tentavam dar isso a eles. Webb tinha um enorme respeito por aqueles que trabalhavam na aplicação da lei.
Em 1951, Webb apresentou uma série de rádio de curta duração, Pete Kelly's Blues, em uma tentativa de levar a música que amava a um público mais amplo. Esse show se tornou a base para um filme de 1955 com o mesmo nome. Em 1959, uma versão para a televisão foi feita. Nenhum dos dois teve muito sucesso. Pete Kelly era um cornetista que complementava sua renda tocando em uma banda de boate trabalhando como investigador particular.
Também em 1968, Webb e Johnny Carson realizaram um esboço no The Tonight Show que desde então ficou conhecido como o esboço "Copper Clapper Caper". Webb, no papel de Joe Friday, estava trabalhando no caso de um roubo em uma fábrica de sinos escolares. Carson interpretou o dono da fábrica e vítima do roubo, que consistia em cada sino ser despojado de seu badalo (aparelho que faz o sino tocar). O diálogo do esboço consistia em Webb e Carson discutindo a situação em um estilo impassível e usando aliteração e trava-línguas para descrever o incidente, cada palavra tendo um som "c" ou "cl" no início. Tanto Webb quanto Carson tentaram desesperadamente não perder a compostura, mas ambos o fizeram, perto do final do esboço.
Em 1970, Webb decidiu encerrar a Dragnet e deixar de atuar para se concentrar na expansão do perfil de produção da Mark VII Limited. Em 1971, Webb entrou no mundo dos promotores públicos e do trabalho do governo federal com duas séries. 

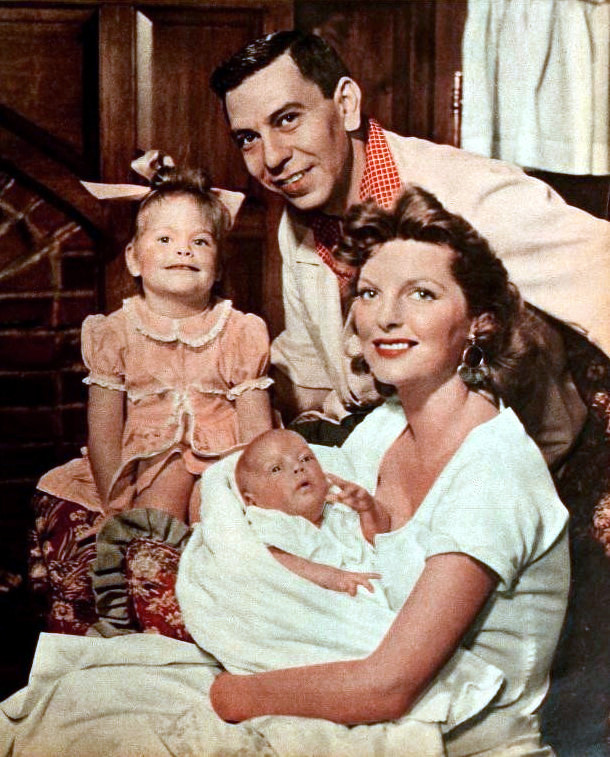
Jack Webb com a primeira esposa Julie London e as filhas Stacey e Lisa, 1953

Em 1987, Dan Aykroyd e Tom Hanks estrelaram um filme paródia (e homenagem) a Webb, intitulado Dragnet, junto com Harry Morgan, que reprisou seu papel da série de televisão como Bill Gannon, que já havia se tornado capitão dos detetives. O filme de comédia foi escrito e dirigido por Tom Mankiewicz, em sua estreia na direção. Aykroyd desempenhou o papel de Joe Friday, descrito como o sobrinho homônimo do protagonista da série original, enquanto Hanks co-estrelou como o detetive Pep Streebeck, o novo parceiro esperto e esperto de Friday. 

## Vida pessoal
A vida pessoal de Webb foi mais bem definida por seu amor pelo jazz do que por seu interesse pelo trabalho policial. Ele tinha uma coleção de mais de 6.000 gravações de jazz. As próprias gravações de Webb alcançaram o status de cult, incluindo sua entrega impassível de "Try A Little Tenderness". Seu interesse vitalício pelo cornet permitiu que ele se movesse facilmente na cultura do jazz, onde conheceu a cantora e atriz Julie London . Eles se casaram em 1947 e tiveram as filhas Stacy e Lisa. Eles se divorciaram em 1954. Ele foi casado mais três vezes depois disso, com Dorothy Towne por dois anos começando em 1955, com a ex- Miss USA Jackie Loughery por seis anos começando em 1958, e com sua associada de longa data, Opal Wright, nos últimos dois anos de sua vida. 
Stacy Webb autorizou e colaborou em um livro do qual Daniel Moyer e Eugene Alvarez foram os autores principais. Foi publicado em 1999. Stacy não viveu para ver a publicação do livro, tendo morrido em uma colisão com um veículo da Patrulha Rodoviária da Califórnia três anos antes.

## Morte

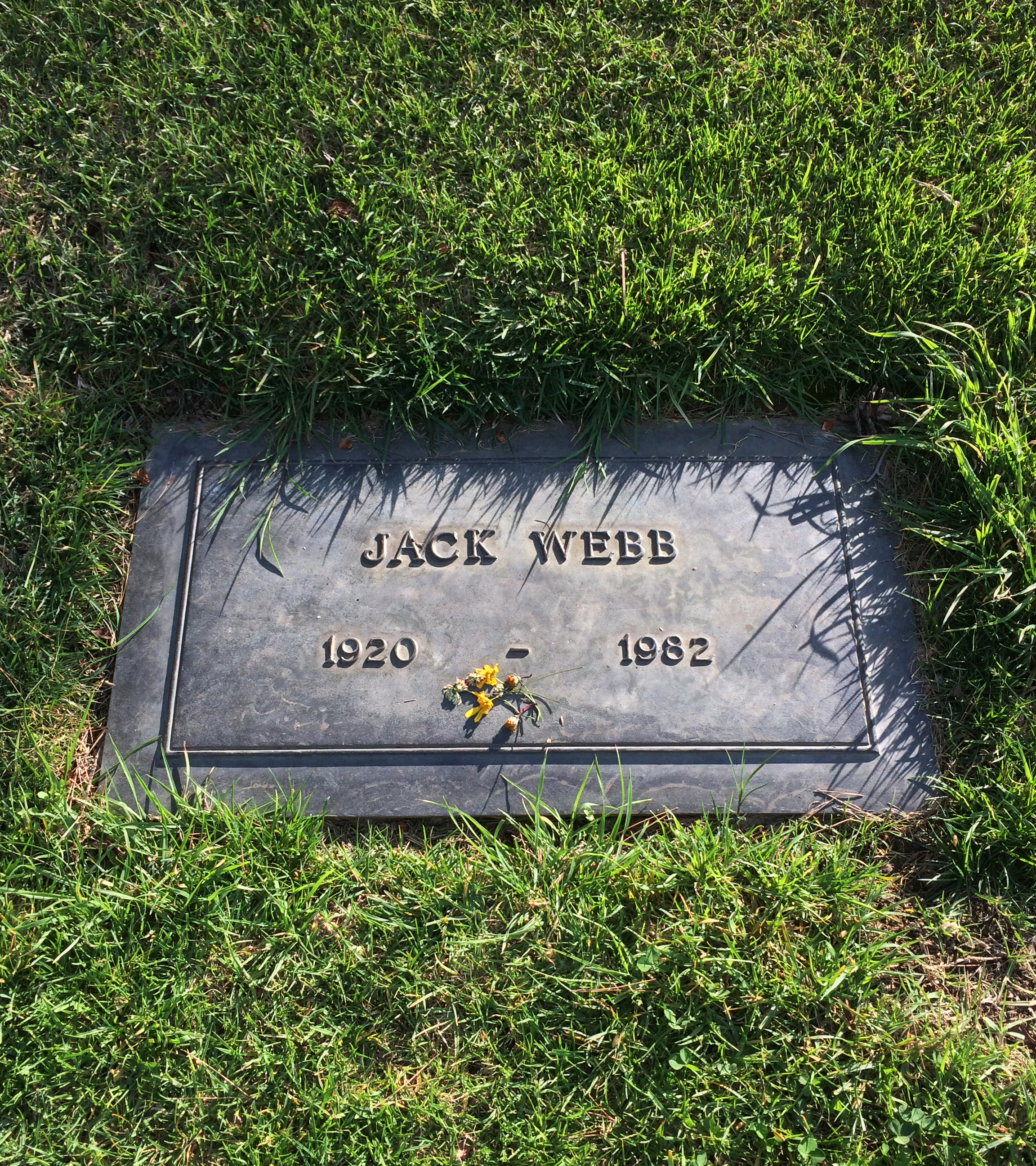
O túmulo de Jack Webb no Forest Lawn Memorial Park Cemetery.

Webb morreu de um aparente ataque cardíaco nas primeiras horas da manhã de 23 de dezembro de 1982, aos 62 anos de idade. Ele está enterrado em Sheltering Hills Plot 1999, Forest Lawn, Hollywood Hills Cemetery em Los Angeles, e recebeu um funeral com todas as honras da polícia de Los Angeles. Com a morte de Webb, o chefe Daryl Gates anunciou que o distintivo número 714, usado por Joe Friday em Dragnet, seria aposentado.

## Legado
Webb tem duas estrelas na Calçada da Fama de Hollywood, uma para o rádio (7040 Hollywood Boulevard) e outra para a televisão (6728 Hollywood Boulevard). Em 1992, Webb foi introduzido postumamente no Television Hall of Fame.

## Filmografia

### Filme
| Ano  | Título                     | Papel                            | Notas                                                                                        |
| ---- | -------------------------- | -------------------------------- | -------------------------------------------------------------------------------------------- |
| 1932 | Three on a Match           | menino no pátio da escola        | Não creditado                                                                                |
| 1948 | Hollow Triumph             | Alvo                             | Não creditado                                                                                |
| 1948 | He Walked by Night         | Lee                              |                                                                                              |
| 1949 | Sword in the Desert        | Hoffman                          | Não creditado                                                                                |
| 1950 | Appointment with Danger    | joe regas                        |                                                                                              |
| 1950 | The Men                    | Norma                            | Título alternativo: Battle Stripe ; A estreia de Marlon Brando no cinema                     |
| 1950 | Sunset Boulevard           | Artie Green                      |                                                                                              |
| 1950 | Dark City                  | Augie                            |                                                                                              |
| 1951 | Halls of Montezuma         | Correspondente Dickerman         |                                                                                              |
| 1951 | You're in the Navy Now     | Ens. Anthony "Tony" Barbo        | Título alternativo: USS Teakettle                                                            |
| 1954 | Dragnet                    | Sargento Joe sexta-feira         | Também diretor                                                                               |
| 1955 | Blues de Pete Kelly        | Pete Kelly                       | Também diretor e produtor                                                                    |
| 1957 | The D.I.                   | sargento de artilharia Jim Moore | Também diretor e produtor                                                                    |
| 1957 | Red Nightmare              | Narrador                         | Também produtor. Curta-metragem educacional feito para as Forças Armadas dos Estados Unidos. |
| 1959 | -30-                       | Sam Gatlin                       | Também diretor e produtor                                                                    |
| 1961 | The Last Time I Saw Archie | Willian "Bill" Bowers            | Também diretor e produtor                                                                    |
| 1967 | Greyhounds of the Sea      | Narrador                         | Marinha dos Estados Unidos (função final)                                                    |

### Televisão
| Ano       | Título                | Papel                                     | Notas                                                   |
| --------- | --------------------- | ----------------------------------------- | ------------------------------------------------------- |
| 1951–1959 | Dragnet               | Sargento Joe sexta-feira                  | 276 episódios                                           |
| 1956–1957 | Noah's Ark            | Criador da série estrelada por Paul Burke | 24 episódios                                            |
| 1962–1963 | GE True               | —                                         | Produtor e narrador de séries, diretor de 4 episódios   |
| 1967–1970 | Dragnet (1967-1970)   | Sargento Joe sexta-feira                  | 98 episódios                                            |
| 1968–1975 | Adam-12               | —                                         | Co-criador, produtor executivo, escritor, 174 episódios |
| 1971      | O'Hara, U.S. Treasury | Narrador                                  | 1 episódio                                              |
| 1971      | The Partners          | O comissário                              | 1 episódio                                              |
| 1972–1976 | Emergency!            | —                                         | Criador, Produtor Executivo, Diretor, 5 episódios       |
| 1972–1974 | Hec Ramsey            | —                                         | Produtor, 10 episódios                                  |
| 1978      | Project UFO           | Locutor                                   | 1 episódio, (aparição final)                            |